# 1016
Portal Geschichte | Portal Biografien | Aktuelle Ereignisse | Jahreskalender | Tagesartikel

◄ |
10. Jahrhundert |
11. Jahrhundert
| 12. Jahrhundert | ►

◄ |
980er |
990er |
1000er |
1010er
| 1020er | 1030er | 1040er | ►

◄◄ |
◄ |
1012 |
1013 |
1014 |
1015 |
1016
| 1017 | 1018 | 1019 | 1020 | ► | ►►
Staatsoberhäupter  · Nekrolog
| Januar | Januar | Januar | Januar | Januar | Januar | Januar | Januar |
| Kw     | Mo     | Di     | Mi     | Do     | Fr     | Sa     | So     |
| ------ | ------ | ------ | ------ | ------ | ------ | ------ | ------ |
| 52     |        |        |        |        |        |        | 1      |
| 1      | 2      | 3      | 4      | 5      | 6      | 7      | 8      |
| 2      | 9      | 10     | 11     | 12     | 13     | 14     | 15     |
| 3      | 16     | 17     | 18     | 19     | 20     | 21     | 22     |
| 4      | 23     | 24     | 25     | 26     | 27     | 28     | 29     |
| 5      | 30     | 31     |        |        |        |        |        |

| Februar | Februar | Februar | Februar | Februar | Februar | Februar | Februar |
| Kw      | Mo      | Di      | Mi      | Do      | Fr      | Sa      | So      |
| ------- | ------- | ------- | ------- | ------- | ------- | ------- | ------- |
| 5       |         |         | 1       | 2       | 3       | 4       | 5       |
| 6       | 6       | 7       | 8       | 9       | 10      | 11      | 12      |
| 7       | 13      | 14      | 15      | 16      | 17      | 18      | 19      |
| 8       | 20      | 21      | 22      | 23      | 24      | 25      | 26      |
| 9       | 27      | 28      | 29      |         |         |         |         |

| März | März | März | März | März | März | März | März |
| Kw   | Mo   | Di   | Mi   | Do   | Fr   | Sa   | So   |
| ---- | ---- | ---- | ---- | ---- | ---- | ---- | ---- |
| 9    |      |      |      | 1    | 2    | 3    | 4    |
| 10   | 5    | 6    | 7    | 8    | 9    | 10   | 11   |
| 11   | 12   | 13   | 14   | 15   | 16   | 17   | 18   |
| 12   | 19   | 20   | 21   | 22   | 23   | 24   | 25   |
| 13   | 26   | 27   | 28   | 29   | 30   | 31   |      |

| April | April | April | April | April | April | April | April |
| Kw    | Mo    | Di    | Mi    | Do    | Fr    | Sa    | So    |
| ----- | ----- | ----- | ----- | ----- | ----- | ----- | ----- |
| 13    |       |       |       |       |       |       | 1     |
| 14    | 2     | 3     | 4     | 5     | 6     | 7     | 8     |
| 15    | 9     | 10    | 11    | 12    | 13    | 14    | 15    |
| 16    | 16    | 17    | 18    | 19    | 20    | 21    | 22    |
| 17    | 23    | 24    | 25    | 26    | 27    | 28    | 29    |
| 18    | 30    |       |       |       |       |       |       |

| Mai | Mai | Mai | Mai | Mai | Mai | Mai | Mai |
| Kw  | Mo  | Di  | Mi  | Do  | Fr  | Sa  | So  |
| --- | --- | --- | --- | --- | --- | --- | --- |
| 18  |     | 1   | 2   | 3   | 4   | 5   | 6   |
| 19  | 7   | 8   | 9   | 10  | 11  | 12  | 13  |
| 20  | 14  | 15  | 16  | 17  | 18  | 19  | 20  |
| 21  | 21  | 22  | 23  | 24  | 25  | 26  | 27  |
| 22  | 28  | 29  | 30  | 31  |     |     |     |

| Juni | Juni | Juni | Juni | Juni | Juni | Juni | Juni |
| Kw   | Mo   | Di   | Mi   | Do   | Fr   | Sa   | So   |
| ---- | ---- | ---- | ---- | ---- | ---- | ---- | ---- |
| 22   |      |      |      |      | 1    | 2    | 3    |
| 23   | 4    | 5    | 6    | 7    | 8    | 9    | 10   |
| 24   | 11   | 12   | 13   | 14   | 15   | 16   | 17   |
| 25   | 18   | 19   | 20   | 21   | 22   | 23   | 24   |
| 26   | 25   | 26   | 27   | 28   | 29   | 30   |      |

| Juli | Juli | Juli | Juli | Juli | Juli | Juli | Juli |
| Kw   | Mo   | Di   | Mi   | Do   | Fr   | Sa   | So   |
| ---- | ---- | ---- | ---- | ---- | ---- | ---- | ---- |
| 26   |      |      |      |      |      |      | 1    |
| 27   | 2    | 3    | 4    | 5    | 6    | 7    | 8    |
| 28   | 9    | 10   | 11   | 12   | 13   | 14   | 15   |
| 29   | 16   | 17   | 18   | 19   | 20   | 21   | 22   |
| 30   | 23   | 24   | 25   | 26   | 27   | 28   | 29   |
| 31   | 30   | 31   |      |      |      |      |      |

| August | August | August | August | August | August | August | August |
| Kw     | Mo     | Di     | Mi     | Do     | Fr     | Sa     | So     |
| ------ | ------ | ------ | ------ | ------ | ------ | ------ | ------ |
| 31     |        |        | 1      | 2      | 3      | 4      | 5      |
| 32     | 6      | 7      | 8      | 9      | 10     | 11     | 12     |
| 33     | 13     | 14     | 15     | 16     | 17     | 18     | 19     |
| 34     | 20     | 21     | 22     | 23     | 24     | 25     | 26     |
| 35     | 27     | 28     | 29     | 30     | 31     |        |        |

| September | September | September | September | September | September | September | September |
| Kw        | Mo        | Di        | Mi        | Do        | Fr        | Sa        | So        |
| --------- | --------- | --------- | --------- | --------- | --------- | --------- | --------- |
| 35        |           |           |           |           |           | 1         | 2         |
| 36        | 3         | 4         | 5         | 6         | 7         | 8         | 9         |
| 37        | 10        | 11        | 12        | 13        | 14        | 15        | 16        |
| 38        | 17        | 18        | 19        | 20        | 21        | 22        | 23        |
| 39        | 24        | 25        | 26        | 27        | 28        | 29        | 30        |

| Oktober | Oktober | Oktober | Oktober | Oktober | Oktober | Oktober | Oktober |
| Kw      | Mo      | Di      | Mi      | Do      | Fr      | Sa      | So      |
| ------- | ------- | ------- | ------- | ------- | ------- | ------- | ------- |
| 40      | 1       | 2       | 3       | 4       | 5       | 6       | 7       |
| 41      | 8       | 9       | 10      | 11      | 12      | 13      | 14      |
| 42      | 15      | 16      | 17      | 18      | 19      | 20      | 21      |
| 43      | 22      | 23      | 24      | 25      | 26      | 27      | 28      |
| 44      | 29      | 30      | 31      |         |         |         |         |

| November | November | November | November | November | November | November | November |
| Kw       | Mo       | Di       | Mi       | Do       | Fr       | Sa       | So       |
| -------- | -------- | -------- | -------- | -------- | -------- | -------- | -------- |
| 44       |          |          |          | 1        | 2        | 3        | 4        |
| 45       | 5        | 6        | 7        | 8        | 9        | 10       | 11       |
| 46       | 12       | 13       | 14       | 15       | 16       | 17       | 18       |
| 47       | 19       | 20       | 21       | 22       | 23       | 24       | 25       |
| 48       | 26       | 27       | 28       | 29       | 30       |          |          |

| Dezember | Dezember | Dezember | Dezember | Dezember | Dezember | Dezember | Dezember |
| Kw       | Mo       | Di       | Mi       | Do       | Fr       | Sa       | So       |
| -------- | -------- | -------- | -------- | -------- | -------- | -------- | -------- |
| 48       |          |          |          |          |          | 1        | 2        |
| 49       | 3        | 4        | 5        | 6        | 7        | 8        | 9        |
| 50       | 10       | 11       | 12       | 13       | 14       | 15       | 16       |
| 51       | 17       | 18       | 19       | 20       | 21       | 22       | 23       |
| 52       | 24       | 25       | 26       | 27       | 28       | 29       | 30       |
| 1        | 31       |          |          |          |          |          |          |

| Januar | Januar | Januar | Januar | Januar | Januar | Januar | Januar |
| Kw     | Mo     | Di     | Mi     | Do     | Fr     | Sa     | So     |
| ------ | ------ | ------ | ------ | ------ | ------ | ------ | ------ |
| 52     |        |        |        |        |        |        | 1      |
| 1      | 2      | 3      | 4      | 5      | 6      | 7      | 8      |
| 2      | 9      | 10     | 11     | 12     | 13     | 14     | 15     |
| 3      | 16     | 17     | 18     | 19     | 20     | 21     | 22     |
| 4      | 23     | 24     | 25     | 26     | 27     | 28     | 29     |
| 5      | 30     | 31     |        |        |        |        |        |

| Februar | Februar | Februar | Februar | Februar | Februar | Februar | Februar |
| Kw      | Mo      | Di      | Mi      | Do      | Fr      | Sa      | So      |
| ------- | ------- | ------- | ------- | ------- | ------- | ------- | ------- |
| 5       |         |         | 1       | 2       | 3       | 4       | 5       |
| 6       | 6       | 7       | 8       | 9       | 10      | 11      | 12      |
| 7       | 13      | 14      | 15      | 16      | 17      | 18      | 19      |
| 8       | 20      | 21      | 22      | 23      | 24      | 25      | 26      |
| 9       | 27      | 28      | 29      |         |         |         |         |

| März | März | März | März | März | März | März | März |
| Kw   | Mo   | Di   | Mi   | Do   | Fr   | Sa   | So   |
| ---- | ---- | ---- | ---- | ---- | ---- | ---- | ---- |
| 9    |      |      |      | 1    | 2    | 3    | 4    |
| 10   | 5    | 6    | 7    | 8    | 9    | 10   | 11   |
| 11   | 12   | 13   | 14   | 15   | 16   | 17   | 18   |
| 12   | 19   | 20   | 21   | 22   | 23   | 24   | 25   |
| 13   | 26   | 27   | 28   | 29   | 30   | 31   |      |

| April | April | April | April | April | April | April | April |
| Kw    | Mo    | Di    | Mi    | Do    | Fr    | Sa    | So    |
| ----- | ----- | ----- | ----- | ----- | ----- | ----- | ----- |
| 13    |       |       |       |       |       |       | 1     |
| 14    | 2     | 3     | 4     | 5     | 6     | 7     | 8     |
| 15    | 9     | 10    | 11    | 12    | 13    | 14    | 15    |
| 16    | 16    | 17    | 18    | 19    | 20    | 21    | 22    |
| 17    | 23    | 24    | 25    | 26    | 27    | 28    | 29    |
| 18    | 30    |       |       |       |       |       |       |

| Mai | Mai | Mai | Mai | Mai | Mai | Mai | Mai |
| Kw  | Mo  | Di  | Mi  | Do  | Fr  | Sa  | So  |
| --- | --- | --- | --- | --- | --- | --- | --- |
| 18  |     | 1   | 2   | 3   | 4   | 5   | 6   |
| 19  | 7   | 8   | 9   | 10  | 11  | 12  | 13  |
| 20  | 14  | 15  | 16  | 17  | 18  | 19  | 20  |
| 21  | 21  | 22  | 23  | 24  | 25  | 26  | 27  |
| 22  | 28  | 29  | 30  | 31  |     |     |     |

| Juni | Juni | Juni | Juni | Juni | Juni | Juni | Juni |
| Kw   | Mo   | Di   | Mi   | Do   | Fr   | Sa   | So   |
| ---- | ---- | ---- | ---- | ---- | ---- | ---- | ---- |
| 22   |      |      |      |      | 1    | 2    | 3    |
| 23   | 4    | 5    | 6    | 7    | 8    | 9    | 10   |
| 24   | 11   | 12   | 13   | 14   | 15   | 16   | 17   |
| 25   | 18   | 19   | 20   | 21   | 22   | 23   | 24   |
| 26   | 25   | 26   | 27   | 28   | 29   | 30   |      |

| Juli | Juli | Juli | Juli | Juli | Juli | Juli | Juli |
| Kw   | Mo   | Di   | Mi   | Do   | Fr   | Sa   | So   |
| ---- | ---- | ---- | ---- | ---- | ---- | ---- | ---- |
| 26   |      |      |      |      |      |      | 1    |
| 27   | 2    | 3    | 4    | 5    | 6    | 7    | 8    |
| 28   | 9    | 10   | 11   | 12   | 13   | 14   | 15   |
| 29   | 16   | 17   | 18   | 19   | 20   | 21   | 22   |
| 30   | 23   | 24   | 25   | 26   | 27   | 28   | 29   |
| 31   | 30   | 31   |      |      |      |      |      |

| August | August | August | August | August | August | August | August |
| Kw     | Mo     | Di     | Mi     | Do     | Fr     | Sa     | So     |
| ------ | ------ | ------ | ------ | ------ | ------ | ------ | ------ |
| 31     |        |        | 1      | 2      | 3      | 4      | 5      |
| 32     | 6      | 7      | 8      | 9      | 10     | 11     | 12     |
| 33     | 13     | 14     | 15     | 16     | 17     | 18     | 19     |
| 34     | 20     | 21     | 22     | 23     | 24     | 25     | 26     |
| 35     | 27     | 28     | 29     | 30     | 31     |        |        |

| September | September | September | September | September | September | September | September |
| Kw        | Mo        | Di        | Mi        | Do        | Fr        | Sa        | So        |
| --------- | --------- | --------- | --------- | --------- | --------- | --------- | --------- |
| 35        |           |           |           |           |           | 1         | 2         |
| 36        | 3         | 4         | 5         | 6         | 7         | 8         | 9         |
| 37        | 10        | 11        | 12        | 13        | 14        | 15        | 16        |
| 38        | 17        | 18        | 19        | 20        | 21        | 22        | 23        |
| 39        | 24        | 25        | 26        | 27        | 28        | 29        | 30        |

| Oktober | Oktober | Oktober | Oktober | Oktober | Oktober | Oktober | Oktober |
| Kw      | Mo      | Di      | Mi      | Do      | Fr      | Sa      | So      |
| ------- | ------- | ------- | ------- | ------- | ------- | ------- | ------- |
| 40      | 1       | 2       | 3       | 4       | 5       | 6       | 7       |
| 41      | 8       | 9       | 10      | 11      | 12      | 13      | 14      |
| 42      | 15      | 16      | 17      | 18      | 19      | 20      | 21      |
| 43      | 22      | 23      | 24      | 25      | 26      | 27      | 28      |
| 44      | 29      | 30      | 31      |         |         |         |         |

| November | November | November | November | November | November | November | November |
| Kw       | Mo       | Di       | Mi       | Do       | Fr       | Sa       | So       |
| -------- | -------- | -------- | -------- | -------- | -------- | -------- | -------- |
| 44       |          |          |          | 1        | 2        | 3        | 4        |
| 45       | 5        | 6        | 7        | 8        | 9        | 10       | 11       |
| 46       | 12       | 13       | 14       | 15       | 16       | 17       | 18       |
| 47       | 19       | 20       | 21       | 22       | 23       | 24       | 25       |
| 48       | 26       | 27       | 28       | 29       | 30       |          |          |

| Dezember | Dezember | Dezember | Dezember | Dezember | Dezember | Dezember | Dezember |
| Kw       | Mo       | Di       | Mi       | Do       | Fr       | Sa       | So       |
| -------- | -------- | -------- | -------- | -------- | -------- | -------- | -------- |
| 48       |          |          |          |          |          | 1        | 2        |
| 49       | 3        | 4        | 5        | 6        | 7        | 8        | 9        |
| 50       | 10       | 11       | 12       | 13       | 14       | 15       | 16       |
| 51       | 17       | 18       | 19       | 20       | 21       | 22       | 23       |
| 52       | 24       | 25       | 26       | 27       | 28       | 29       | 30       |
| 1        | 31       |          |          |          |          |          |          |

## Ereignisse

### Politik und Weltgeschehen

#### Skandinavien/Britische Inseln

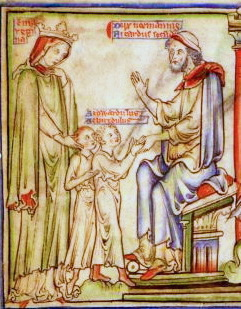
Emma und ihre Söhne Alfred und Edward erhalten Asyl bei ihrem Bruder, dem Normannenherzog Richard II; Darstellung aus der Vita Edwards des Bekenners, 13. Jahrhundert

Der englische König Æthelred aus dem Haus Wessex stirbt am 23. April in London, während die Stadt durch Knut den Großen belagert wird. Æthelreds Thronanspruch übernimmt sein ältester Sohn aus erster Ehe Edmund II. Ironside, dem der Ausbruch aus dem belagerten London gelingt. Æthelreds zweite Frau Emma von der Normandie geht daraufhin mit ihren beiden halbwüchsigen Söhnen Edward und Alfred zu ihrem Bruder Richard II. in die Normandie. Zwischen den beiden Königen Edmund und Knut kommt es in der Folge zu mehreren Scharmützeln, wobei beide Seiten eine offene Feldschlacht lange Zeit vermeiden. Edmunds Verbündeter Uhtred, Earl von Northumbria, unterwirft sich in dieser Zeit Knut. Auf dem Weg zur Huldigung wird er allerdings von Knuts Gefolgsmann Thurbrand mit 40 seiner Gefolgsleute ermordet. Erik Håkonsson wird Jarl von Northumbria.
In der entscheidenden Feldschlacht bei Ashingdon, in deren Verlauf einige englische Fürsten von Edmund abfallen, wird Edmunds Heer am 18. Oktober schließlich vernichtend geschlagen. Dennoch sucht Knut einen Ausgleich mit seinem Kontrahenten, so dass es zu einer Aufteilung Englands kommt. Edmund wird König von Wessex, Knut herrscht über den Rest. Bestandteil der Vereinbarung ist außerdem, dass, sollte einer der beiden sterben, der andere die Herrschaft über das gesamte Reich übernehmen kann.

Das Nordseereich 1016–1035

Am 30. November, nur einen Monat später, stirbt Edmund. Wessex unterwirft sich Knut, der damit König von ganz England wird und das Nordseereich begründet. Emma kehrt mit ihren Söhnen nach England zurück.
- 1016/1018: Malcolm II. von Schottland besiegt Truppen des englischen Kleinkönigreichs Northumbria in der Schlacht bei Carham. Hauptgrund für die Schlacht sind Streitigkeiten wegen der Region Lothian. Nach der Schlacht ist der größte Teil von Schottland unter der Kontrolle der schottischen Könige, auch wenn sich die Wikinger noch in Ross-shire, Caithness, Sutherland, und auf den Äußeren Hebriden behaupten können.

#### Ostfränkisch-deutsches Reich
- 10. bis 14. Januar: König Heinrich II. hält in Dortmund eine Synode ab.
- 6. Oktober: Graf Wichmann III. aus der Sippe der Billunger wird auf dem Heimweg von einem Treffen mit seinem weitläufigen Verwandten Balderich von Drenthe erschlagen. Verantwortlich für den Mord sind wahrscheinlich Balderich und seine Frau Adela von Hamaland. Bischof Adalbald II. von Utrecht zieht daraufhin zur Burg Upladen, um sie zu belagern und Balderich zur Rechenschaft zu ziehen. Adela flieht zu Erzbischof Heribert nach Köln.

#### Italien

Italien um das Jahr 1000: Im Südosten der byzantinische Katepanat Italien

- Frühjahr: In Süditalien bricht eine neuerliche langobardische Revolte unter Meles von Bari gegen den Gouverneur des byzantinisch regierten Katepanats Italien los, die diesmal auch von einer Gruppe Normannen unterstützt wird.
- Ein von Papst Benedikt VIII. aufgestelltes Heer schlägt die in Oberitalien eingedrungenen Sarazenen bei Luni.
- Eine Flotte der Seerepubliken Genua und Pisa schlägt die arabische Flotte des balearischen Herrschers Mudschahid und vertreibt ihn damit wieder aus Sardinien. Pisa erhält Sardinien offiziell als päpstliches Lehen, Genua beherrscht den Norden der Insel.

#### Frankreich
- 6. Juli: In der Schlacht bei Pontlevoy in Frankreich siegen Fulko III. von  Anjou und Herbert I. von Maine über Odo II. von Blois. Pontlevoy gilt in französischen Überlieferungen als eine der blutigsten Schlachten des Mittelalters.

#### Kalifat von Córdoba
Kalif Sulaiman al-Mustain fällt am 1. Juli durch Verrat seiner Berbertruppen in die Hand der Hammudiden und wird wenig später hingerichtet. Damit geht der Kalifentitel im Kalifat von Córdoba von den Umayyaden auf die Hammudiden unter Ali ibn Hammud an-Nasir über. Gegen diesen wird durch einige Berberführer in Valencia mit Abd ar-Rahman IV. ein Urenkel von Abd ar-Rahman III. zum Kalifen ausgerufen.

#### Nordafrika
Nach dem Tod seines Vaters Bādīs ibn al-Mansūr ibn Buluqqīn ibn Zīrī wird al-Muʿizz ibn Bādīs az-Zīrī auf den Thron der Ziriden in Ifrīqiya gehoben. Weil er noch minderjährig ist, steht er vorläufig unter der Regentschaft einer Tante. Nach seiner Thronbesteigung kommt es zu einem blutigen Aufstand in Ifriqiya. Die Residenz der Fatimiden in al-Mansuriya bei Kairouan wird vollständig zerstört und 20.000 Schiiten massakriert. Auf Grund der Unruhen muss ein Waffenstillstand mit den Hammudiden in Algerien abgeschlossen werden.

#### Osteuropa
- Spätsommer: Nachdem sich die beiden Heere mehrere Monate gegenübergestanden sind, kommt es zur Schlacht zwischen Jaroslaw I. Wladimirowitsch und seinem mit dem polnischen Herzog Bolesław Chrobry verbündeten Halbbruder Swjatopolk I. um die Herrschaft in der Kiewer Rus, die Jaroslaw für sich entscheidet.
- Das Byzantinische Reich führt gemeinsam mit der Kiewer Rus einen Angriff auf die chasarische Herrschaft in Kertsch.
- Da der letzte bulgarische Zar Iwan Wladislaw seinem Vasallen, dem serbischen Fürsten Jovan Vladimir misstraut, obwohl er sich im Konflikt mit dem Byzantinischen Reich neutral verhalten hat, lässt er ihn in einen Hinterhalt locken und enthaupten.

#### Ostasien

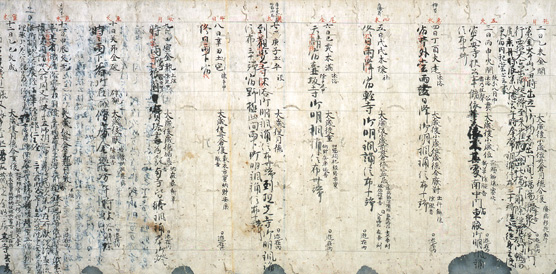
Tagebuch des Fujiwara no Michinaga über den Zeitraum von 998 bis 1021

- 29. Januar: Der kranke und erblindete Sanjō dankt als Tennō von Japan nach knapp fünfjähriger Regierungszeit ab. Sein Cousin Go-Ichijō besteigt im Alter von acht Jahren den Thron. Die tatsächliche Macht liegt beim Regenten, seinem Großvater mütterlicherseits Fujiwara no Michinaga.

#### Urkundliche Ersterwähnungen
- Die angebliche Schenkungsurkunde vom 29. Juni, in der Bammental erstmals urkundlich erwähnt wird, stammt wahrscheinlich in Wirklichkeit aus dem 12. Jahrhundert.
- 17. Oktober: Liudesheim, Stadefelt (Niederstadtfeld und Oberstadtfeld) und Weidenbach werden erstmals urkundlich erwähnt.
- Berka und Gillenfeld werden erstmals urkundlich erwähnt.
- Die Schenkungsurkunde mit der ersten Erwähnung Malterdingens ist wahrscheinlich eine Fälschung.

### Kultur und Gesellschaft
- Knut der Große lässt auf Thorney Island in der Themse an der Stelle des heutigen Palace of Westminster eine erste Residenz erbauen.

### Religion

#### Buddhismus
- Der Chongqing-Tempel in China wird errichtet.

#### Christentum
- Eilward wird als Nachfolger des Ende des Vorjahres in Leipzig gestorbenen Eido I. Bischof von Meißen.

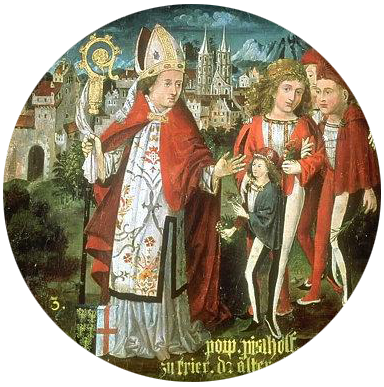
Bischof Poppo von Trier, Babenberger-Stammbaum, 1489–1492

- Poppo von Babenberg wird als Nachfolger des Ende des Vorjahres gestorbenen Megingod Erzbischof von Trier.
- Bischof Meinwerk von Paderborn beschuldigt ohne Belege die Angehörigen der Abtei Corvey der Disziplinlosigkeit sowie einer ausschweifenden Lebensweise. Als er eine Visitation durchführen möchte verweigern ihm Abt Walo und die Mönche unter Hinweis auf die kaiserlichen und päpstlichen Privilegien den Eintritt und den Eingriff in innerklösterliche Angelegenheiten. Meinwerk veranlasst Kaiser Heinrich II., Walo abzusetzen und an dessen Stelle Druthmar einzusetzen. Daraufhin verlässt ein Großteil der Mönche das Kloster.

## Geboren

### Geburtsdatum gesichert
- 9. Juni: Deokjong, 9. König des Goryeo-Reiches in Korea († 1034)
- 26. Juli: Kasimir I. Karl, Herzog von Polen († 1058)
- 28. Oktober: Heinrich III., römisch-deutscher König und Kaiser des Heiligen Römischen Reichs († 1056)

### Genaues Geburtsdatum unbekannt
- al-Malik al-Rahim, letzter Herrscher der Buyiden im Irak († 1058/59)
- Eduard Ætheling, Sohn des englischen Königs Edmund Ironside († 1057)
- Gönpawa Wangchug Gyeltshen, Geistlicher der Kadam-Schule des tibetischen Buddhismus († 1082)
- Minamoto no Tsunenobu, japanischer Staatsmann, Dichter und Musiker († 1097)
- Naropa, indischer buddhistischer Meister und einer der 84 Mahasiddhas († 1100)
- Ra Lotsawa Dorje Drag, Übersetzer des tibetischen Buddhismus

### Geboren um 1016
- Sven Alfivason, Jarl in Norwegen († 1036)

## Gestorben

### Todesdatum gesichert

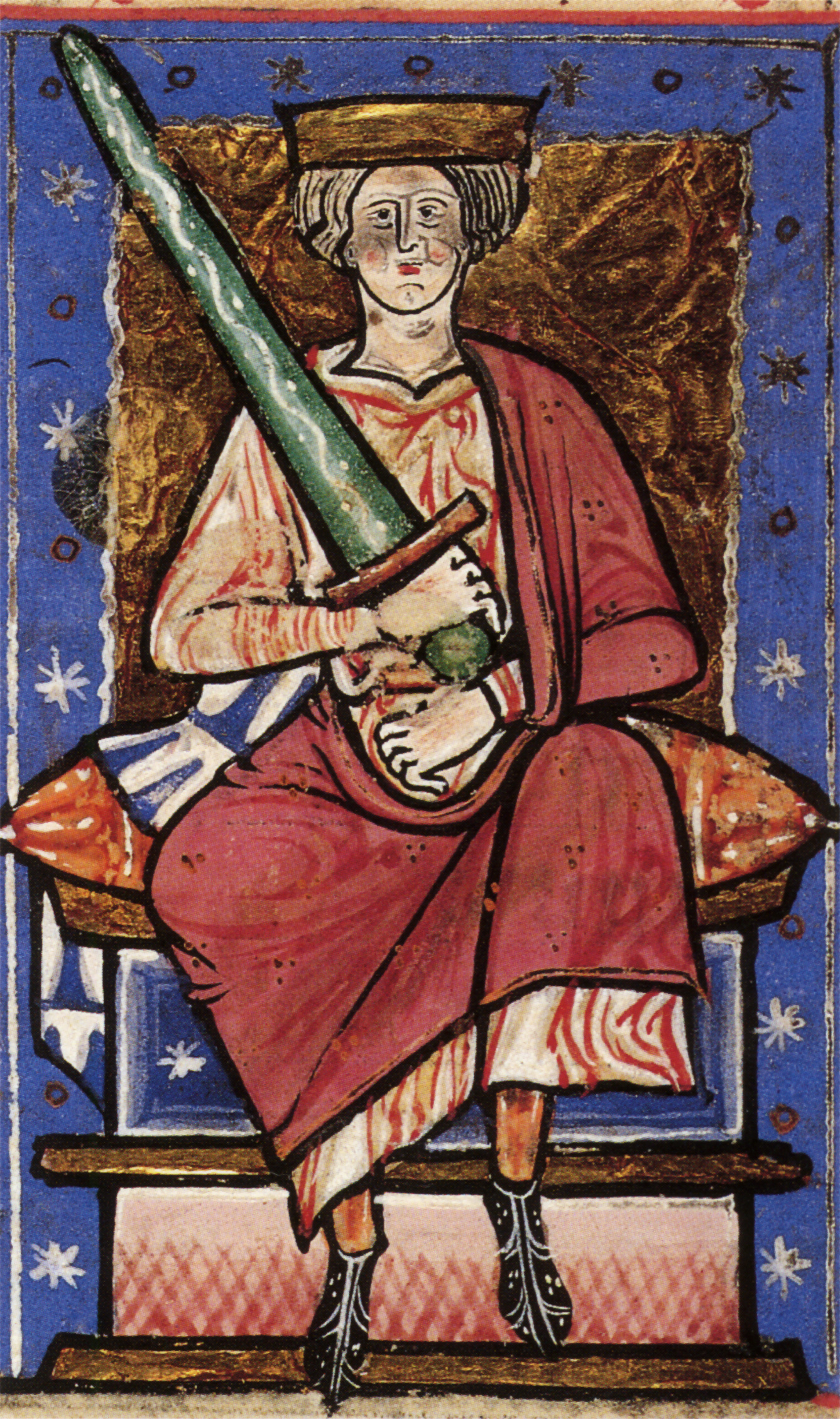
Æthelred von England

- 23. April: Æthelred, König von England aus dem Haus Wessex (* um 968)
- 22. Mai: Jovan Vladimir, serbischer Fürst von Duklja
- 2. Oktober: Heinrich II., der Gute, Graf in Harsefeld an der Unterelbe
- 5. Oktober: Wichmann III., sächsischer Graf aus der Sippe der Billunger (* zwischen 955 und 960)
- 30. November: Edmund II. Ironside, König von England (* um 989)

### Genaues Todesdatum unbekannt

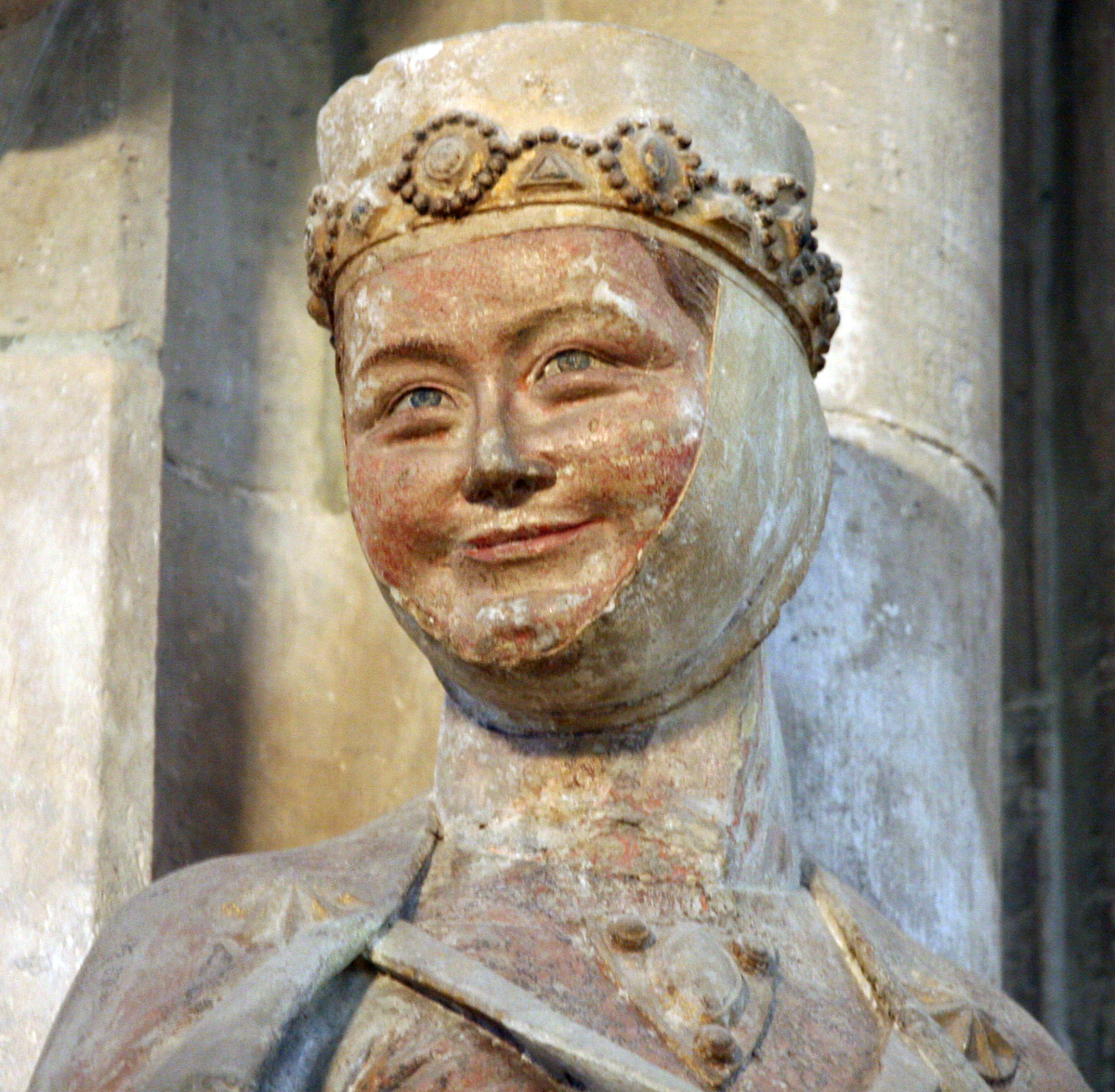
Reglindis

- nach dem 21. März: Reglindis, Markgräfin von Meißen (* um 989)
- Sulaiman al-Mustain, Kalif von Córdoba
- Bādīs ibn al-Mansūr ibn Buluqqīn ibn Zīrī, Herrscher der Ziriden in Ifriqiya (* vor 995)
- Asch-Scharīf ar-Radī, schiitischer Theologe und Dichter in Bagdad (* um 970)
- Uhtred, Earl of Northumbria

### Gestorben um 1016
- 1014, 1016 oder 1025: Murasaki Shikibu, kaiserliche Hofdame und Schriftstellerin in Japan